# Jorge Berlanga
Jorge Ernesto Berlanga Vázquez (Torreón, 18 luglio 2003) è un calciatore messicano, difensore del Pachuca.

## Caratteristiche tecniche
Di ruolo difensore centrale, può agire anche da terzino destro.

## Carriera

### Club
È cresciuto nel settore giovanile del Pachuca, club della prima divisione messicana, con cui ha debuttato l'11 luglio 2023 nell'incontro di Liga MX perso 4-0 contro il León.

### Nazionale
Ha giocato con la nazionale messicana Under-23.

## Statistiche

### Presenze e reti nei club
Statistiche aggiornate al 4 marzo 2025.
| Stagione        | Squadra         | Campionato      | Campionato | Campionato | Coppe nazionali | Coppe nazionali | Coppe nazionali | Coppe continentali | Coppe continentali | Coppe continentali | Altre coppe | Altre coppe | Altre coppe | Totale | Totale | Totale |
| Stagione        | Squadra         | Comp            | Pres       | Reti       | Comp            | Pres            | Reti            | Comp               | Pres               | Reti               | Comp        | Pres        | Reti        | Pres   | Reti   |        |
| --------------- | --------------- | --------------- | ---------- | ---------- | --------------- | --------------- | --------------- | ------------------ | ------------------ | ------------------ | ----------- | ----------- | ----------- | ------ | ------ | ------ |
| 2023-2024       | Pachuca         | LMX             | 17         | 0          | -               | -               | -               | -                  | -                  | -                  | LC          | 0           | 0           | 17     | 0      |        |
| 2024-2025       | Pachuca         | LMX             | 12         | 0          | -               | -               | -               | CCC                | 2                  | 0                  | LC+CInt     | 0           | 0           | 14     | 0      |        |
| Totale carriera | Totale carriera | Totale carriera | 29         | 0          |                 | -               | -               |                    | 2                  | 0                  |             | 0           | 0           | 31     | 0      |        |

## Palmarès

### Club

#### Competizioni internazionali
- CONCACAF Champions' Cup: 1

Pachuca: 2024
- Challenger Cup: 1

Pachuca: 2024
- Derby delle Americhe: 1

Pachuca: 2024